# لئون بونا
لئون بونا (فرانسوی: Léon Bonnat‎؛ ۲۰ ژوئن ۱۸۳۳ – ۸ سپتامبر ۱۹۲۲) نقاش اهل فرانسه بود.
او استادتمام مدرسه هنرهای زیبا بود و برندهٔ جوایزی همچون جایزه بزرگ رم و نشان لژیون دونور شده‌است.

## نگارخانه

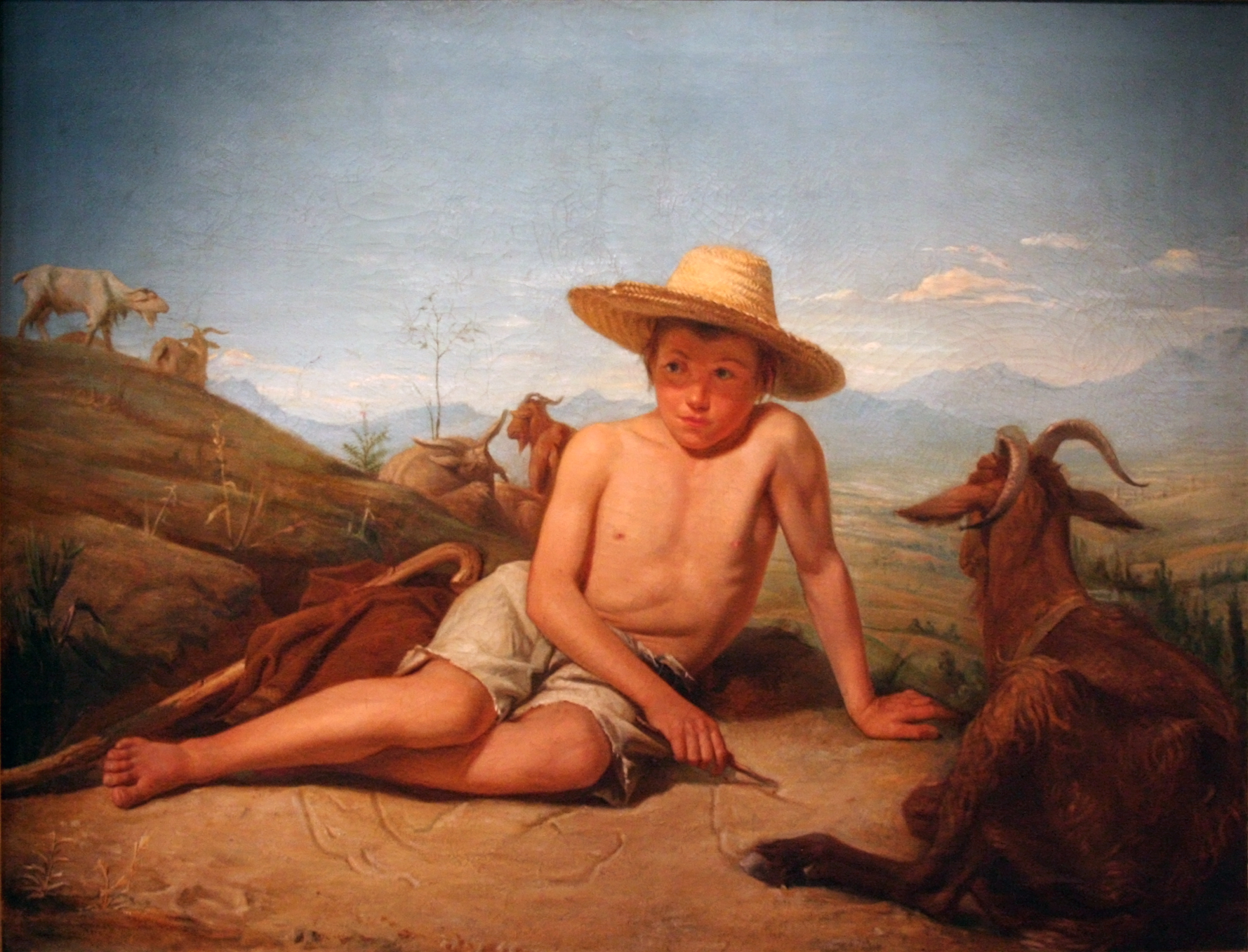
Giotto gardant les chèvres (1850) Musée Bonnat
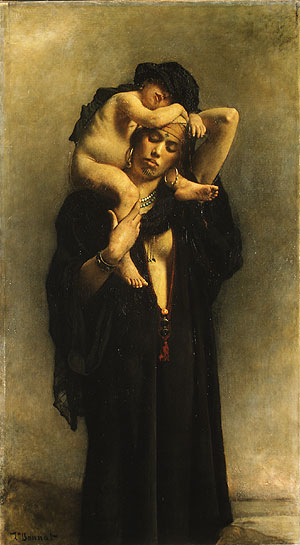
An Egyptian Peasant Woman and Her Child (1869–1870) موزه متروپولیتن نیویورک
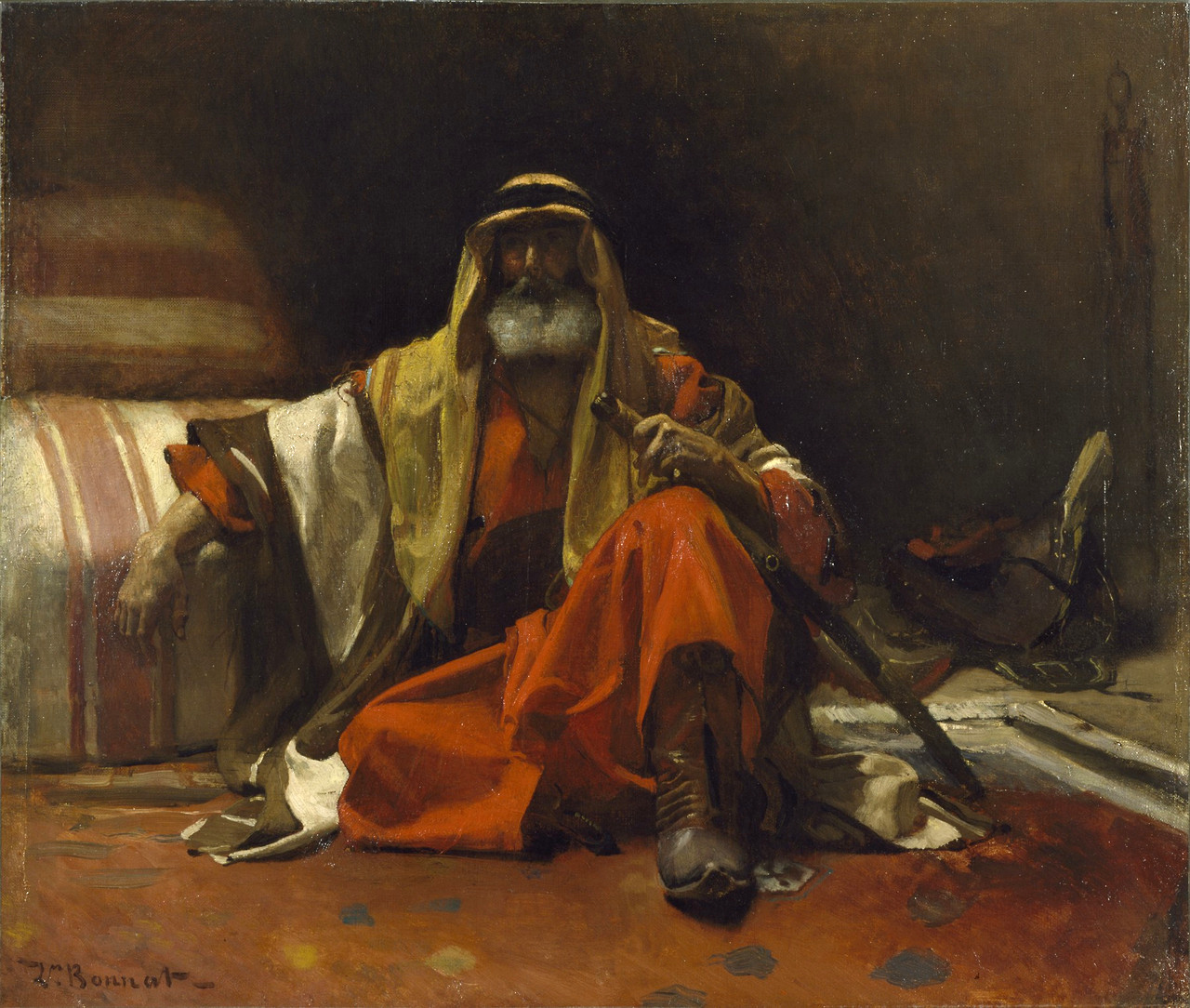
An Arab Sheik (c. 1870) موزه هنری والترز
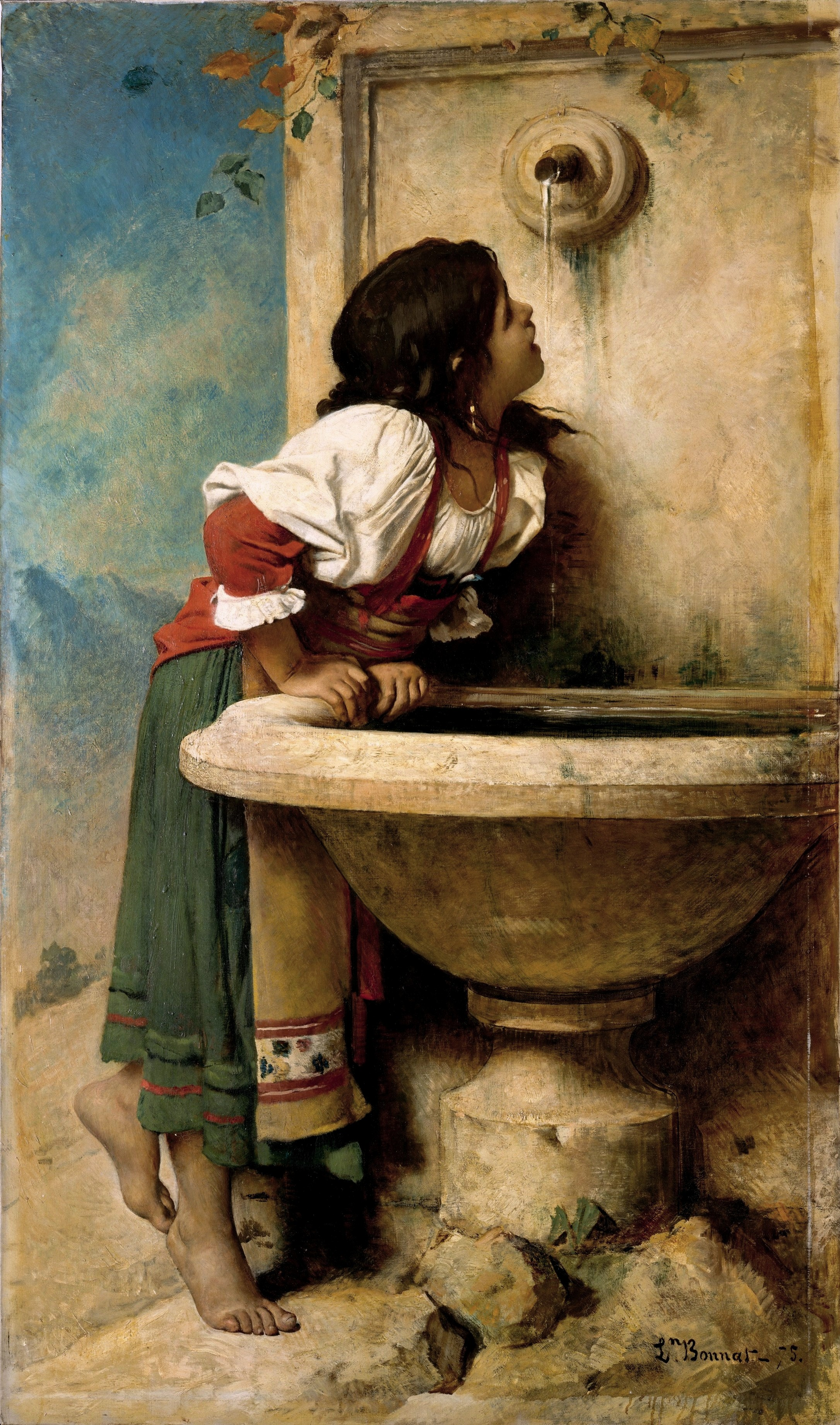
Fille romaine à la fontaine (1875) موزه متروپولیتن نیویورک
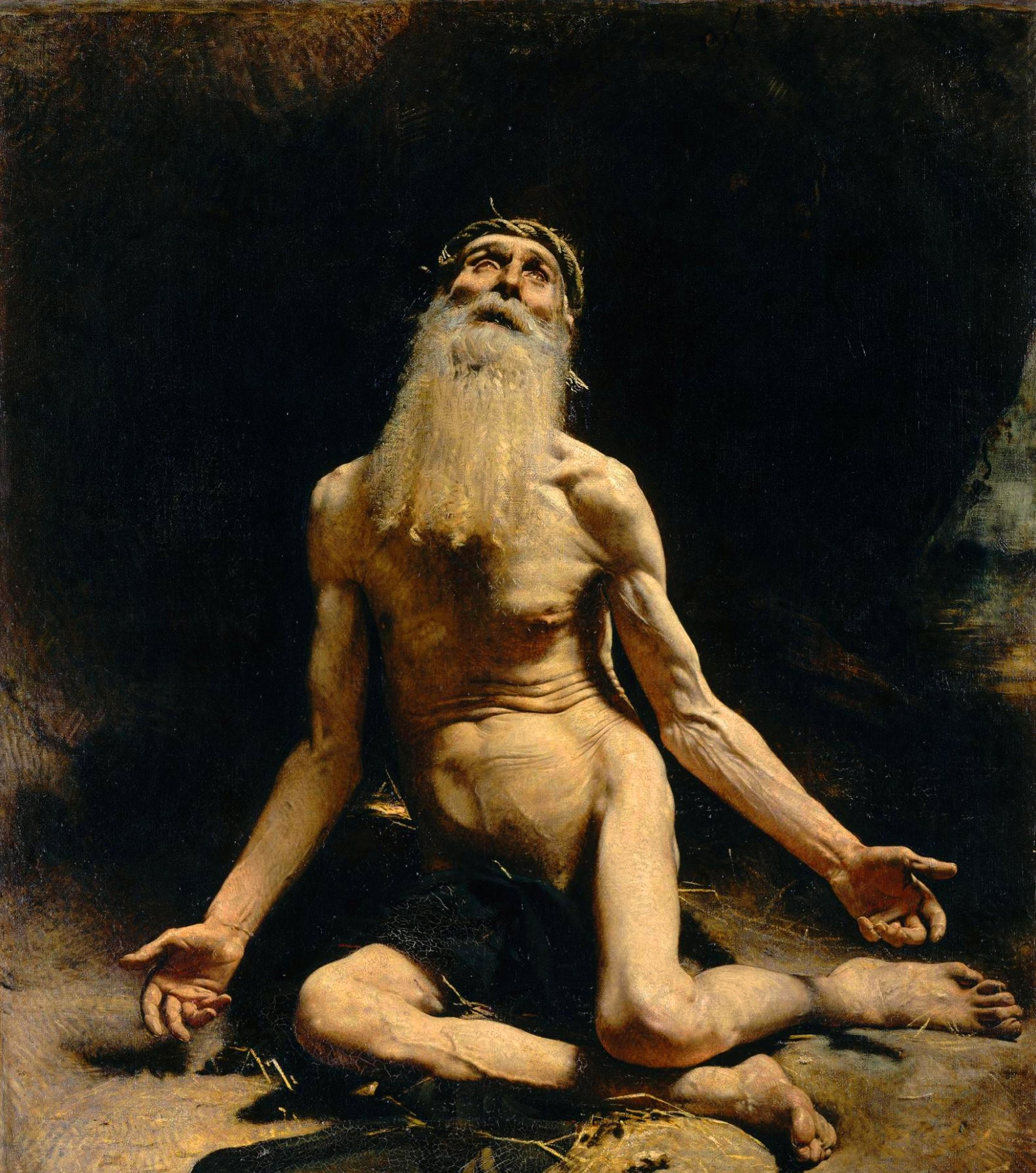
Job (1880)
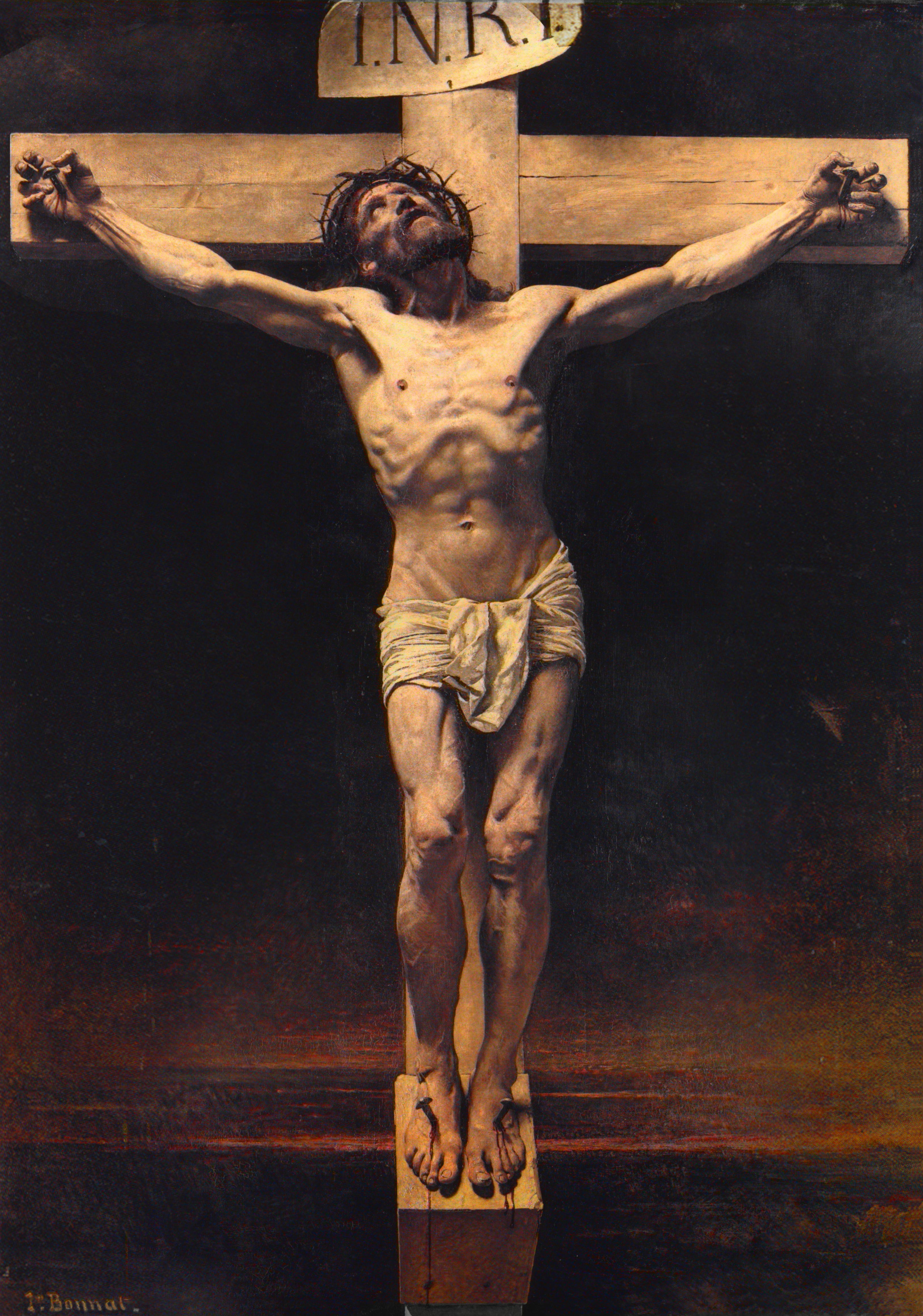
Christ on the Cross (1880)
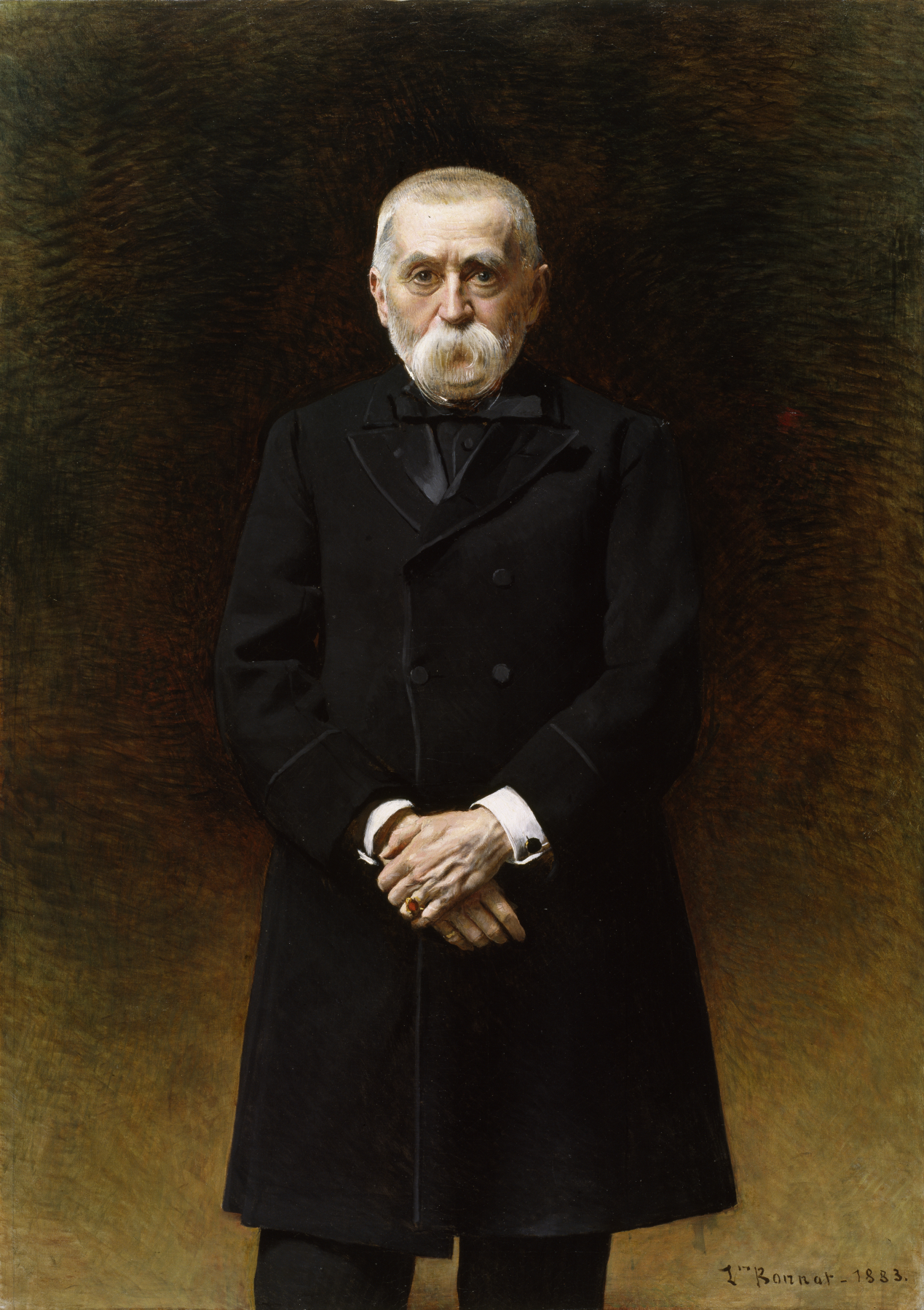
William Thompson Walters (1883) موزه هنری والترز
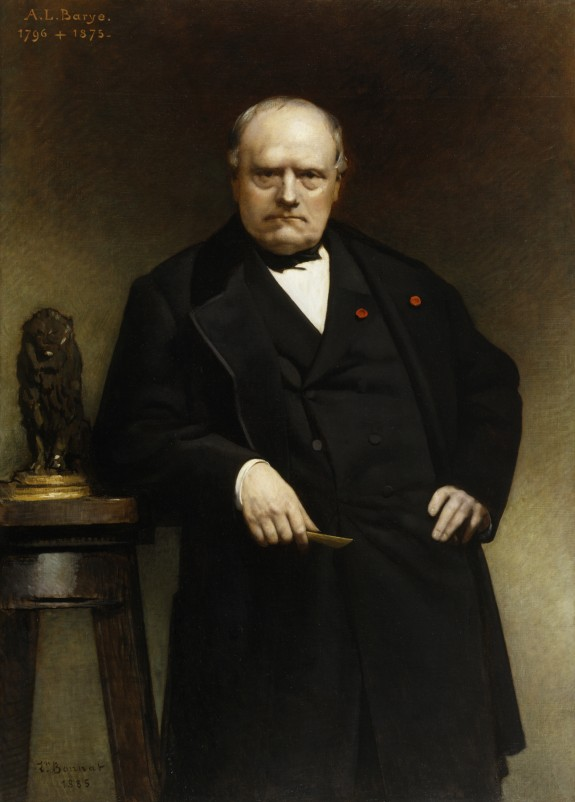
Portrait of Antoine-Louis Barye with a Wax Model of Seated Lion (1868) موزه هنری والترز
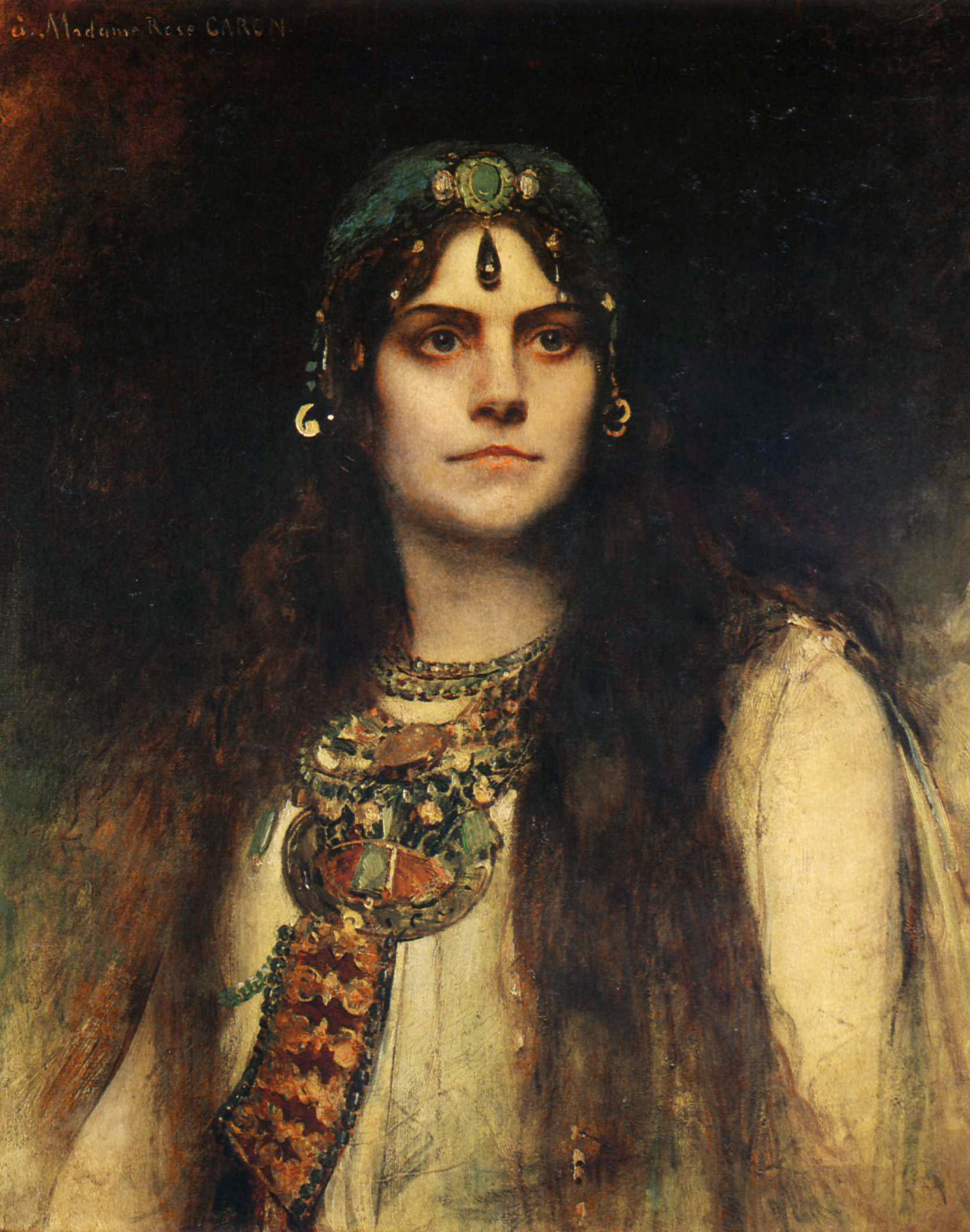
Rose Caron in the role of سالامبو
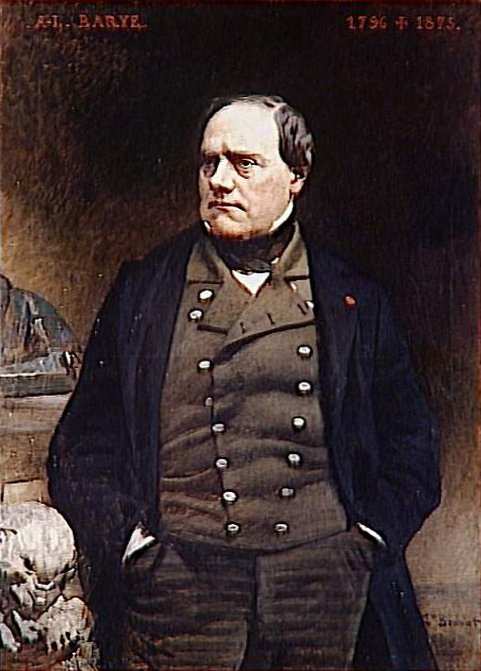
A circa 1865 portrait of sculptor Antoine-Louis Barye